# Droit, législation et liberté
Droit, législation et liberté (Law, Legislation and Liberty), publié en trois volumes en 1973, 1976 et 1979, est le magnum opus du philosophe libéral et Prix Nobel d'économie Friedrich Hayek.
Il s'agit d'un ouvrage de philosophie sociale et non d'économie. Hayek y développe sa philosophie de la vie en société, approfondissant les principes qu'il avait déjà abordé dans La Constitution de la liberté et La Route de la servitude. Pour cela, il s'agit selon l'Encyclopædia Universalis du « véritable aboutissement » de sa pensée.

## Présentation
Dans Droit, législation et liberté, Friedrich Hayek présente deux visions de la société, l'une fondée sur l'« ordre fabriqué », l'autre sur l'« ordre mûri ». À ces deux visions de la société correspondent deux visions de la loi : respectivement la législation ou le droit. Défendant la société de droit, il s'oppose aux tenants du « contrat social ». Pour Hayek, le droit précède et surpasse la législation. 
En se fondant sur une épistémologie qui insiste sur les limitations des connaissances humaines, Hayek explique que le niveau de complexité atteint par nos sociétés n'a pas été permis par des législateurs éclairés mais est au contraire le produit de forces spontanées. Il défend donc l'ordre spontané et ce qu'il appelle la catallaxie. L'échange libre entre individus par le marché, seul moyen de coordonner sans contrainte les actions de personnes qui ne se connaissent pas et partagent des objectifs différents, est le meilleur fondement d'une société libre : « chacun est conduit, par le gain qui lui est visible, à servir des besoins qui lui sont invisibles ». Cet ordre est nécessairement fondé sur des règles de droit abstraites par opposition aux règles des sociétés étroites et primitives qui défendent des règles concrètes imprimant une fin collective au groupe.
Pour répondre aux dérives possibles de la démocratie comme « tyrannie de la majorité » au nom de la « justice sociale », il propose un système politique qu'il appelle « démarchie », proche de la démocratie libérale.
La rédaction de Droit, législation et liberté prit quinze à vingt ans à Hayek, principalement quand il se trouvait à l'Université de Fribourg-en-Brisgau. À la différence de La Route de la servitude, ce n'est pas un livre à destination du grand public.

## Plan
Droit, législation et liberté a été édité initialement en trois volumes. Le plan est celui de la traduction de Raoul Audoin. 
- Partie 1 - Règles et ordre, 1973

1. Raison et évolution
2. « Kosmos » et « Taxis »
3. Principes et expédients
4. Transformation de l'idée de droit
5. « Nomos » : le droit de la liberté
6. « Thesis » : la loi du législateur

- Partie 2 - Le mirage de la justice sociale, 1976

1. Biens communs et objectifs particuliers
2. La quête de justice
3. Justice « sociale » ou distributive
4. L'ordre de marché ou catallaxie
5. La discipline des règles abstraites et les réactions affectives de la société tribale

- Partie 3 - L'ordre politique d'un peuple libre, 1979

1. Opinion majoritaire et démocratie contemporaine
2. La division des pouvoirs démocratiques
3. Le secteur public et le secteur privé
4. Politique gouvernementale et marché
5. L'avortement de l'idéal démocratique : récapitulation
6. Un modèle de constitution
7. Le pouvoir contenu et la politique détrônée

Épilogue : Les trois sources des valeurs humaines
L'ouvrage a été réédité en 2007 aux Presses Universitaires de France en un seul volume, dans une édition coordonnée par Philippe Nemo.